# Retusa golikovi
Retusa golikovi is een slakkensoort uit de familie van de Retusidae. De wetenschappelijke naam van de soort is voor het eerst geldig gepubliceerd in 2004 door Chaban.